# Крејг (Аљаска)
Крејг (енгл. Craig) град је у америчкој савезној држави Аљаска.

## Демографија
По попису из 2010. године број становника је 1.201, што је 0 (0,0%) становника више него 2000. године.
| Група             | 2000.       | 2010.       |
| Белци             | 925 (66,2%) | 763 (63,5%) |
| Афроамериканци    | 1 (0,1%)    | 4 (0,3%)    |
| Азијати           | 8 (0,6%)    | 9 (0,7%)    |
| Хиспаноамериканци | 39 (2,8%)   | 39 (3,2%)   |
| Укупно            | 1.397       | 1.201       |